# 日ナレシリーズ
日ナレシリーズ（にちナレシリーズ）は、東海ラジオとFM FUJIを主な拠点局に、1996年4月から2011年4月まで日本ナレーション演技研究所（日ナレ）の単独提供によって放送されていたラジオ番組（アニラジ）の総称。

## 概要
日ナレ単独提供の番組群を指す言葉として、『祥太郎、麻衣・CURE HOUSE』において盛んに使用されるようになった。ただし、シリーズとは言うものの、パーソナリティ交代の際に番組名も一新されるため、番組間の繋がりは薄かった。また、開始当初から放送している2局でも放送枠が固定されていた訳ではなく、時間帯は何度か移動している（放送時間は各番組の記事を参照のこと）。
なお、放送局が異なるためシリーズには含まれないが、『椎名へきる　みたいラジオ』（TOKYO FM）、『VOICE CREW』（NACK5ほか。2011年3月放送終了）も日ナレの単独提供番組である。
パーソナリティは日ナレ系列のアーツビジョン・アイムエンタープライズに所属する声優が務めた。中原麻衣・釘宮理恵・平田宏美・間島淳司・森久保祥太郎は、日ナレシリーズ・『VOICE CREW』の両方でパーソナリティを務めた。また、ゲストも日ナレに縁のある声優が多かった。
毎週、投稿が採用されたリスナーの中から1名に「日ナレ特製ボールペン」がプレゼントされた。
2011年4月、『へきる、淳司 NATURE』が終了したことに伴い、「日ナレシリーズ」も15年の歴史に幕を降ろした。

## 番組一覧
| 番組名                           | パーソナリティ                                                 | 放送期間               |
| -------------------------------- | -------------------------------------------------------------- | ---------------------- |
| 吉田古奈美のミッドナイトフレンズ | 吉田古奈美                                                     | 1996年4月 - 1996年9月  |
| おしゃべりSWAN                   | 白鳥由里・岩永哲哉                                             | 1996年10月 - 1997年3月 |
| 私たち、翔びます!                | 田村ゆかり・濱百合亜                                           | 1997年4月 - 1998年3月  |
| カーニバルだよ、ちはる組         | 手塚ちはる 平田宏美（1999年3月まで） 釘宮理恵（1999年4月から） | 1998年4月 - 2000年4月  |
| ちはる・愛日の今夜もいっぱい!?   | 手塚ちはる・水野愛日                                           | 2000年4月 - 2001年3月  |
| 愛日・麻衣のあい♥まいSTATION     | 水野愛日・中原麻衣                                             | 2001年4月 - 2002年3月  |
| 祥太郎、麻衣・CURE HOUSE         | 森久保祥太郎・中原麻衣                                         | 2002年4月 - 2007年3月  |
| へきる、淳司 NATURE              | 椎名へきる・間島淳司                                           | 2007年4月 - 2011年4月  |